# Чемпионат СССР по лыжным гонкам 1964
36-й лично-командный чемпионат СССР по лыжным гонкам проводился в Кавголово Ленинградской области с 1 по 6 марта 1964 года. Соревнования проводились по семи дисциплинам — гонки на 15, 30 и 50 км, эстафета 4×10 км (мужчины), гонки на 5 и 10 км, эстафета 4х5 км (женщины).

## Медалисты

### Мужчины
|                  | Золото                                                                 | Серебро                                                                 | Бронза                                                                     |
| ---------------- | ---------------------------------------------------------------------- | ----------------------------------------------------------------------- | -------------------------------------------------------------------------- |
| Гонка на 15 км   | Колчин Павел «Динамо» Москва                                           | Ваганов Геннадий Советская Армия Москва                                 | Гизатуллин Баязит «Труд» Уфа                                               |
| Гонка на 30 км   | Любимов Иван «Труд» Ленинград                                          | Козин Григорий «Авангард» Украинская ССР                                | Губин Александр Советская Армия Ленинград                                  |
| Гонка на 50 км   | Сляднев Юрий «Труд» Ярославль                                          | Анисимов Юрий «Динамо» Москва                                           | Рудковский Евгений «Спартак» Москва                                        |
| Эстафета 4х10 км | Москва Кондрашов Иван Рудковский Евгений Колчин Павел Ваганов Геннадий | РСФСР Наймушин Петр Тараканов Валерий Ярлыков Дмитрий Гизатуллин Баязит | Ленинград Красавин Владимир Сивков Михаил Мезенцев Виталий Губин Александр |

### Женщины
|                 | Золото                                                             | Серебро                                                             | Бронза                                                                 |
| --------------- | ------------------------------------------------------------------ | ------------------------------------------------------------------- | ---------------------------------------------------------------------- |
| Гонка на 5 км   | Боярских Клавдия «Труд» Свердловск                                 | Ачкина Рита Советская Армия Москва                                  | Колчина Алевтина «Динамо» Москва                                       |
| Гонка на 10 км  | Колчина Алевтина «Динамо» Москва                                   | Ачкина Рита Советская Армия Москва                                  | Боярских Клавдия «Труд» Свердловск                                     |
| Эстафета 4х5 км | РСФСР Чернова Вера Терехина Нина Смирнова Евдокия Боярских Клавдия | Москва Варенова Алла Ачкина Рита Поликарпова Мария Колчина Алевтина | Ленинград Зайцева Нина Чалкова Маргарита Каалисте Анна Мекшило Евдокия |

Лично-командное первенство СССР (3-е) в лыжной гонке на 70 км среди мужчин проводилось в Мурманске 5 апреля 1964 года.

### Мужчины (70 км)
|                | Золото                              | Серебро                           | Бронза                            |
| -------------- | ----------------------------------- | --------------------------------- | --------------------------------- |
| Гонка на 70 км | Рудковский Евгений «Спартак» Москва | Кондрашов Иван «Локомотив» Москва | Липашев Николай «Спартак» Калинин |